# Hebridochernes maximus
Hebridochernes maximus är en spindeldjursart som beskrevs av Beier 1979. Hebridochernes maximus ingår i släktet Hebridochernes och familjen blindklokrypare. Inga underarter finns listade i Catalogue of Life.